# Breguet 14
A Breguet 14 egy első világháborús francia kétfedeles felderítő és bombázó repülőgép. Még a háború után is hosszú éveken keresztül folyamatosan nagyon nagy számban gyártották. A széles körű felhasználhatóságon kívül azt is érdemes megjegyezni, hogy ez volt az első tömegtermelésben előállított repülőgép, amelynek szerkezete fa elemek helyett már nagyrészt fém elemekből készült. Ez azt eredményezte, hogy a repülőgép sárkányszerkezete könnyebb és ugyanolyan erős lett, mintha fából készült volna. Ezáltal a gép a gyorsasága és fürgesége, méretei ellenére,  megelőzte számos korabeli vadászgépét. Az erős konstrukció sok sérülést elviselt, könnyű volt kezelni és jó teljesítményt nyújtott. A Breguet 14-et gyakran a háború egyik legjobb repülőgépeként emlegetik.

## Tervezés és fejlesztés
A repülőgépet, melyet eredetileg Breguet AV Type XIV-nek neveztek, Louis Breguet tervezte, aki a prototípussal 1916. november 21-én emelkedett elsőként a levegőbe. A terv Breguet visszatérése volt a szokványos repülőgépekhez, miután megtervezte a Breguet BUM toló elrendezésű repülőgépet. A Francia Hadsereg Section Technique de l' Aéronautique-S.T.Aé. (Légügyi Technikai Osztály) részlege még ugyanebben a hónapban kihirdette az elvárásait négy új repülőgéptípussal kapcsolatban. Breguet benyújtotta új tervét két kategóriára is, a felderítő és a bombázó repülőgép típusokra.
A februári értékelést követően a  Breguet 14 típust elfogadták mindkét kategóriában és márciusban megrendeltek 150 darab felderítő, valamint 100 darab bombázó repülőgépet, amelyeket Breguet 14 A.2 és 14 B.2 típuskódokkal jelöltek meg (az 1918-as írásmód szerint:  Breguet XIV A2/B2). Az A.2-es típust felszerelték fényképezőgéppel  és hordozható rádiókkal. 14 B.2-es változat alsó szárnyát némileg módosították, hogy felszerelhessék rá a Michelin gyártmányú bomba felfüggesztéseket. Eredetileg mindkét változat rendelkezett automata, gumikötél által működtetett fékszárnnyal, de a gyártásba került gépekről ezt elhagyták. Breguet 14 B.2 L változatnak azon modelleket nevezték, melyekbe az amerikai gyártmányú Liberty motorokat szerelték.
Kis számban további alváltozatok készültek. A háború alatt készültek a 14 B.1 együléses nagy hatótávolságú bombázó, a 14 GR.2 nagy hatótávolságú felderítő, a 14 H úszótalpas, a 14 S légi mentő és a 14 Et.2 kiképző repülőgép típusok. Későbbi változatok a továbbfejlesztett szárnnyal rendelkező 14bis A.2 és 14bis B.2 típusok. A Breguet 16 egy nagyobb szárnnyal rendelkező továbbfejlesztett változat. Breguet 17 néven létezett egy kétüléses vadász változat is, de ezt csak kis darabszámban gyártották.

## Alkalmazása
A sikeres francia hadrendbe állítást követően a típusból 40 darabot rendelt a Belga Hadsereg, és több mint 600 darabot az Amerikai Egyesült Államok Légiereje. A belga és az amerikai gépek körülbelül felét Fiat A.12 motorokkal szerelték, az eredeti Renault 12F motorokból tapasztalt hiány miatt. Az első világháború végéig körülbelül 5500 darab Breguet 14 készült.
A típust széleskörűen alkalmazták a háború után. Felszerelték vele a francia megszálló erőket Németországban és hadrendbe állították a gyarmatokon állomásozó francia csapatoknál. 14 TOE (Théatres des Operations Extérieures) néven készítettek egy különleges változatot viharos időjárású tengeri repüléshez. Katonai szolgálatot teljesítettek a szíriai, marokkói és vietnámi felkelések leverésében és a franciák által megkísérelt beavatkozásban az oroszországi polgárháborúba. Az utolsó kiképző példányokat nem vonták ki a francia katonai szolgálatból egészen 1932-ig.
A háborút követően Breguet civil változatok gyártását is elhatározta. A 14 T.2 Salon különlegesen kialakított törzsében két utast szállíthatott. Ennek továbbfejlesztett változata volt a 14 Tbis, mely mind kerekekkel, mind úszótalpakkal is készült. A 14 Tbis alapjául szolgált a légi mentővé fejlesztett 14 Tbis Sanitaire típusnak és annak a 100 db légipostai küldemények szállítására készült változatnak, amely Pierre Latécoère induló légitársasága számára készült. Miután a légitársaság a nevét CGEA-ra változtatta, egyike volt azoknak, akik 106 Breguet 14 gépükkel a Szahara sivataga felett repültek. A 18 T változat az egyszerű 14 T újramotorizált változata volt, melyet Renault J motorral szereltek fel, hogy négy utast is szállíthasson. Amikor a gyártás 1928-ban végleg leállt, az összes változatot összeadva a gyártás elérte a 7800 példányt (más források szerint 8000, illetve 8370).

## Üzemeltetők
Belgium
- Belga Légierő - 40 db

 Brazília
- Brazil Légierő - 30 db

 Kína
- Kínai Légierő - 70 db

 Csehszlovákia
- Csehszlovák Légierő - 10 db

 Dánia
- Dán Királyi Légierő

 El Salvador
- El Salvadori Légierő

 Észtország
- Észt Légierő, mindössze egy darab gépet üzemeltettek

 Finnország
- Finn Légierő

 Franciaország
- Francia Légierő - összesen 36 db
- Francia Haditengerészeti Légierő

 Görögország
- Görög Légierő

 Guatemala
- Guatemalai Légierő

 Japán
- Japán Birodalmi Hadsereg Légi szolgálata - licencben is gyártották a Nakajima Aircraft Company-nál

 Litvánia
- Litván Légierő, 2 repülőgépet működtettek

 Irán
- Iráni Légierő, 2 géppel rendelkezett

 Paraguay
- Paraguayi Légierő - 1 gépet használtak az 1922-es forradalomban.

 Lengyelország
- Lengyel Légierő - 158 db, ebből 70-er használtak a Lengyel–szovjet háború során

 Portugália
- Portugál Légierő

 Románia
- Román Királyi Légierő

 Szovjetunió
- Szovjet Légierő

 Szerbia
- Szerb Légierő

 Svédország
- Svéd Királyi Légierő, csupán 1 géppel rendelkeztek

 Thaiföld, Sziám
- Thai Királyi Légierő

 Törökország
- Török Légierő

 USA
- Amerikai Expedíciós Erők - 1917–1919
- Az Amerikai Egyesült Államok Légiereje

 Uruguay
- Uruguayi Légierő - 9 db

 Jugoszlávia
- Jugoszláv Légierő